# Kozí kameň
Kozí kameň (1255 m n. m.) je nejvyšším bodem Kozích chrbtů. Nachází se v centrální části pohoří nad vsí Vikartovce asi 7 km jihovýchodně od Štrby a 5 km jihozápadně od Svitu na území okresu Poprad (Prešovský kraj).

## Přístup
- po modré  turistické značce ze vsi Spišská Teplica
- po zelené  turistické značce ze Svitu či z Vikartovců do sedla Tabličky a dále po modré  na vrchol